# Природна граница (филм)
Природна граница је југословенски драмски филм из 1970. године. Режирао га је Михаило Илић по сценарију Миће Поповића.